# Шкулявичус, Романас Лоранасович
Романас Лоранасович Шкулявичус (род. 21 февраля 1992, Биржай) — российский волейболист, диагональный клуба «Динамо-Урал», игрок сборной России (2018). Мастер спорта.

## Биография
Романас Шкулявичус родился в Литве, но в 10-летнем возрасте вместе с семьёй переехал на Ставрополье, в город Зеленокумск. Волейболом начал заниматься в пятом классе в школьной секции. В 2008 году был приглашён в команду «Союз»-СКА из села Красногвардейского, которая выступала в первой лиге (с 2011 года — в высшей лиге «Б») чемпионата России.
26 октября 2013 года дебютировал в Суперлиге в составе «Грозного». В тот день его новая команда одержала сенсационную победу над «Факелом», а сам 21-летний диагональный в первом матче на высшем уровне набрал 23 очка, реализовав 70 % атак. По итогам регулярного чемпионата он занял 14-е место в списке самых результативных игроков. В следующем сезоне Романас оказался в тройке лучших нападающих предварительного этапа и стал пятым по результативности по итогам всего первенства, набрав 504 очка в 31 матче. В мае 2015 года перешёл из покинувшего Суперлигу «Грозного» в «Кузбасс», был включён Сергеем Шляпниковым в расширенный состав второй сборной России, но из-за проблем со здоровьем в окончательную заявку на Европейские игры не попал.
В «Кузбассе» Шкулявичус в основном был дублёром сначала Максима Жигалова, затем Виктора Полетаева, однако в обоих проведённых в Кемерове сезонах получал травмы и на время оставался вне игры. В июне 2017 года перешёл в «Нову». В первом матче чемпионата России за команду из Самарской области Шкулявичус установил личный рекорд, заработав 37 очков во встрече с «Факелом». В среднем же за сезон он получал для завершающего удара почти каждый третий мяч и реализовал 47 % атак, в общей сложности принёс команде 589 очков в 31 матче и в споре самых результативных игроков Суперлиги уступил только Павлу Круглову.
В апреле 2018 года Романас Шкулявичус был включён Сергеем Шляпниковым в состав сборной России на Лигу наций, а 26 мая в Кракове дебютировал за национальную команду в поединке с хозяевами площадки. На 4-м туре предварительного этапа в немецком Людвигсбурге оказался единственным диагональным в составе россиян и, играя без замен, помог сборной одержать победы во всех трёх матчах и приблизить тем самым выход в «Финал шести». Шкулявичус вошёл в заявку на решающие матчи турнира и вместе с командой завоевал золото Лиги наций.
В декабре 2018 года в связи с возникшими у «Новы» финансовыми проблемами вместе с Алексеем Кабешовым, Владимиром Съёмщиковым и тренером Константином Брянским перешёл в московское «Динамо». В составе «Динамо» Романас стал двукратным чемпионом России, завоевал Кубок России, Кубок ЕКВ и два Суперкубка страны. 
Летом 2024 года продолжил карьеру в уфимском «Динамо-Урале».

## Достижения
- Чемпион России (2020/21, 2021/22), серебряный призёр чемпионата России (2022/23, 2023/24).
- Обладатель Кубка России (2020), серебряный призёр Кубка России (2021, 2023).
- Обладатель Суперкубка России (2021, 2022).
- Бронзовый призёр всероссийской Спартакиады (2022).
- Обладатель Кубка ЕКВ (2020/21).
- Победитель Лиги наций (2018).

## Личная жизнь
Женат. Сыновья Эдвардас (2015), Эдгарас (2018), Давид (2021).